# Alina Chivulescu
Alina Chivulescu (* 21. Juli 1974 in Constanța) ist eine rumänische Schauspielerin.

## Leben
Sie besuchte die Nationaluniversität der Theater- und Filmkunst „Ion Luca Caragiale“ in Bukarest und hatte 1996 im Alter von 22 Jahren ihr Debüt in dem Film Alien Abduction: Intimate Secrets. Im selben Jahr war Chivulescu in Eu sunt Adam! und im folgenden Jahr in Omul zilei zu sehen.
Danach spielte sie in mehreren Fernsehserien wie La Bloc, Îngerașii, Vine poliția!, Aniela und Iubire și Onoare. In der rumänischen Erfolgsserie Las Fierbinți hatte Chivulescu die Rolle der Ehefrau des Bürgermeisters. Aber auch in Spielfilmen ist sie immer wieder zu sehen. In dem Weihnachtsfilm Ho Ho Ho hatte sie an der Seite von Ștefan Bănică Junior die weibliche Hauptrolle.
Alina Chivulescu war mit dem Geschäftsmann Mihai Cuptor verheiratet und bekam 1999 einen Sohn.

## Filmografie (Auswahl)

### Kino
- 1996: Alien Abduction: Intimate Secrets
- 1996: Eu sunt Adam!
- 1997: Omul zilei
- 2004: Orient Express
- 2009: Ho Ho Ho
- 2014: #Selfie
- 2016: #Selfie 69

### Fernsehproduktionen
- 2002: La Bloc (Serie)
- 2002: ...Sub clar de luna (Serie)
- 2008: Vine poliția! (Serie)
- 2008: Îngerașii (Serie)
- 2009: Aniela (Serie)
- 2010: Iubire și Onoare (Serie)
- 2013: O nouă viață (Serie)
- 2017: O grămadă de caramele (Serie)